# Qi Shuai
Qi Shuai (chinesisch 齐帅; * 13. Februar 1988 in Anda) ist eine ehemalige chinesische Eisschnellläuferin.

## Werdegang
Qi trat international erstmals bei den Asienmeisterschaften 2010 in Obihiro in Erscheinung. Dort wurde sie Siebte über 1000 m und gewann über 500 m die Silbermedaille. Zu Beginn der Saison 2010/11 nahm sie in Heerenveen erstmals am Eisschnelllauf-Weltcup teil, wobei sie über 500 m die Plätze 12 und sieben sowie in der B-Gruppe über 1000 m den zehnten Platz errang. Im weiteren Saisonverlauf kam sie dreimal unter die ersten Zehn und erreichte damit den 14. Platz in der Weltcupwertung über 500 m. Bei der Sprintweltmeisterschaft 2011 in Heerenveen und bei den Einzelstreckenweltmeisterschaften 2011 in Inzell über 500 m lief sie jeweils auf den 21. Platz. Zudem wurde sie bei den Asienmeisterschaften 2011 in Harbin Sechste über 1000 m und holte über 500 m erneut die Silbermedaille. In der Saison 2013/14 siegte bei den chinesischen Meisterschaften über 500 m und absolvierte in Berlin ihren letzten Weltcup, welchen sie in der B-Gruppe auf dem zehnten Platz über 1000 m beendete. Beim Saisonhöhepunkt, Olympischen Winterspielen 2014 in Sotschi, belegte sie den 23. Platz über 500 m.

## Erfolge

### Olympische Spiele
- 2014 Sotschi: 23. Platz 500 m

### Einzelstrecken-Weltmeisterschaften
- 2011 Inzell: 21. Platz 500 m

### Sprint-Weltmeisterschaften
- 2011 Heerenveen: 21. Platz Sprint-Mehrkampf

### Asienmeisterschaften
- 2010 Obihiro: 2. Platz 500 m, 7. Platz 1000 m
- 2011 Harbin: 2. Platz 500 m, 6. Platz 1000 m

## Persönliche Bestzeiten
| Disziplin | Zeit        | Datum             | Ort            |
| --------- | ----------- | ----------------- | -------------- |
| 500 m     | 38,02 s     | 21. Januar 2012   | Salt Lake City |
| 1000 m    | 1:16,32 min | 22. Januar 2012   | Salt Lake City |
| 1500 m    | 2:06,00 min | 12. November 2011 | Harbin         |
| 3000 m    | 4:43,88 min | 19. Oktober 2007  | Changchun      |